# Латроуп (град, Калифорния)
Латроуп (на английски: Lathrop) е град в окръг Сан Уакин, щата Калифорния, САЩ. Латроуп е с население от 22 781 жители (по приблизителна оценка от 2017 г.) и обща площ от 43,3 km². Намира се на 7 m надморска височина. ЗИП кодовете му са 95330, а телефонният му код е 209.